# A. J. Muste
Abraham Johannes Muste ( /ˈmʌsti/ MUS-tee; 8 de janeiro de 1885 - 11 de fevereiro de 1967) foi um clérigo e ativista político americano nascido na Holanda. Ele é mais lembrado por seu trabalho no movimento trabalhista, movimento pacifista, movimento antiguerra e movimento pelos direitos civis.
Muste nasceu em 8 de janeiro de 1885, na pequena cidade portuária de Zierikzee, Zelândia, no sudoeste da Holanda. Seu pai, Martin Muste, era um cocheiro que dirigia para uma família que fazia parte da nobreza hereditária da Zelândia. Com suas perspectivas econômicas limitadas na Holanda, Martin decidiu seguir quatro irmãos de sua esposa, Adriana, e emigrar para a América. Eles fizeram a viagem transatlântica como passageiros de terceira classe em janeiro de 1891.